# Márkos Vamvakáris
Markos Vamvakaris (en grec moderne : Μάρκος Βαμβακάρης) est un compositeur, musicien et chanteur de rébétiko, né à Syros en 1905 et mort en 1972. Sa voix, son jeu au bouzouki et les thématiques de ses chansons en font l'un des musiciens les plus représentatifs du rébétiko, et notamment du « style du Pirée ». Il est considéré comme le « patriarche » du rébétiko.

## Biographie
Markos Vamvakaris est né le 10 mai 1905 dans le quartier de Skali à Ano Syros, dans une famille catholique, d'où son surnom de « Frangos » (« Φράγκος », le Franc). Ses parents étaient de pauvres paysans. Son grand-père écrivait des chansons et son père jouait de la gaïda. Il est l'aîné d'une fratrie de six enfants. 
Vers l'âge de quinze ans, après avoir déjà exercé de nombreux métiers sur son île natale, Markos Vamvakaris quitte Syros pour s'installer au Pirée, où il est rejoint plus tard par sa famille. Il y travaille notamment comme débardeur sur les docks, et plus longuement comme écorcheur aux abattoirs publics (ce qui restera son métier principal jusqu'au milieu des années 1930).
Il apprend le bouzouki dans les fumeries clandestines (les « tékédés ») du Pirée, fréquente les « manghés » et commence à composer des chansons, dont les paroles dépeignent soit l'univers très particulier des tékédés, soit ses propres peines de cœur. Marié depuis l'âge de 18 ans à Eleni Mavroudi, dite « Zigoala », et quoique lui-même adepte de mœurs assez libres, il supporte très mal les rumeurs d'infidélité de cette dernière, qui conduiront finalement le coupe au divorce. Cette relation tumultueuse lui inspirera de nombreuses chansons.  
En 1933, la compagnie Parlophone commercialise le premier disque 78 tours de Markos Vamvakaris, « Karadouzéni » (« Καραντουζένι »), considéré comme le premier disque de rébétiko sorti en Grèce à connaître un large succès. En parallèle, celui que l'on surnomme désormais « Markos » monte avec ses amis Giorgos Batis, Stratos Pagioumtzis (en) et Anéstis Délias (en) le premier groupe de rébétiko amené à produire au grand jour : « Le Fameux Quatuor du Pirée » (« Η Τετράς η Ξακουστή του Πειραιώς », I Tetrás i Xakoustí tou Pireós). Les années 1933-1937 seront ses plus productives, et le groupe enchaîne les tournées dans toute la Grèce. Markos enregistre en 1935, parmi d'autres succès, le titre « Frangosyriani » (« Φραγκοσυριανή »), la plus connue de ses chansons. 
Il continue à écrire après l'établissement de la censure en 1937 par le Régime du 4-Août, adaptant ses textes où disparaissent les références au haschich et au monde des bas-fonds. L'Occupation allemande, qui conduit vite à une terrible famine, met ensuite un coup d'arrêt à la production discographique. Mobilisé en 1941, Vamvakaris est démobilisé quelques mois plus tard, lorsque la Grèce capitule. Pour nourrir sa famille durant cette période trouble, il déménage à Athènes et continue à se produire dans des cabarets. 
Il se remarie en 1943, cette fois à l'église orthodoxe, et se voit pour cette raison excommunié par l'Église catholique (il sera réintégré en 1966, quand l'imbroglio administratif lié à la non-annulation de son premier mariage sera réglé). Markos et Vaguélio Vergiou (1918-2014), sa seconde épouse, auront trois enfants : Vassilis, Stélios et Doménikos Vamvakaris. Les deux derniers deviendront, à leur tour, d'éminents joueurs de bouzouki et compositeurs. 
Les années qui suivent la Seconde Guerre mondiale correspondent à une traversée du désert pour le musicien Vamvakaris : les évolutions de la musique populaire ont rendu son style démodé, il souffre d'arthrose, notamment aux doigts. Boudé par les compagnies discographique, il ne vit plus que de modestes cachets, restant à la porte des plus grandes scènes. 
« Redécouvert » par la jeune génération, il entame cependant une seconde carrière à partir du début des années 1960, après que plusieurs de ses anciens succès, mais aussi de nouveaux titres, ont été enregistrés, avec de nouvelles orchestrations et arrangements, par de jeunes artistes.
Il meurt en 1972 à l'âge de 66 ans.

## Discographie
Markos Vamvakaris a enregistré plus de 200 chansons durant sa carrière, la plupart sur 78 tours, généralement comme auteur-compositeur-interprète, et plus rarement comme instrumentiste ou interprète pour d'autres compositeurs (notamment Spyros Péristéris et Vassilis Tsitsanis). À noter que, pour contourner les exigences financières de sa première épouse, il a signé un certain nombre de titre sous le pseudonyme de « Rokos » (le surnom syriote de son grand-père paternel), voire sous d'autres noms (parfois d'amis musiciens auxquels il faisait cadeau de ses créations).